# To Rome with Love
To Rome with Love (A Roma con amor, en España y De Roma con amor, en Hispanoamérica) es una película de 2012, de género comedia romántica, escrita, dirigida e interpretada por Woody Allen. La historia transcurre en Roma, Italia. La cinta presenta un reparto internacional y Allen actúa por primera vez desde que lo hiciera en 2006 en la película Scoop.

## Trama
La película consta de cuatro historias paralelas que transcurren en la capital italiana.
- Jack, un estudiante de arquitectura, trata de no enamorarse de Mónica, una amiga de su novia Sally. Es advertido por John, un famoso arquitecto norteamericano, de no caer en la tentación fácil. La atracción prohibida entre Jack y Mónica se disolverá como la nieve.

- Jerry, un productor discográfico, y su esposa Phyllis, han venido a Roma para reunirse con su hija Hayley, que se enamoró de Michelangelo. Jerry encuentra en Giancarlo, el padre de Michelangelo, al artista del futuro, un cantante de ópera talentoso y original. Jerry trata de promover una carrera musical para Giancarlo.

- Leopoldo, una persona extremadamente aburrida, de repente es el centro de la escena mediática, constantemente asaltado por los reporteros, hasta que un día el foco se desplaza a una nueva incógnita, Aldo Romano.

- Antonio, llega a Roma con su esposa Milly con la idea de causar una buena impresión y conseguir un empleo bien pagado. Por una serie de malentendidos se ve obligado a hacer pasar a Anna, una prostituta, por su esposa, mientras que su verdadera esposa Milly se encuentra con la estrella de cine Lucas Satta, pero la escena es cómicamente interrumpida por un asaltante que toma su lugar en la cama. La ronda termina cuando deciden regresar a su pueblo natal, Pordenone.

La historia donde aparecen los personajes de Antonio y Milly está claramente inspirada en la película de Federico Fellini El jeque blanco, del año 1952, mientras aquella en que intervienen los personajes de Jerry y Giancarlo presenta  elementos de la producción china de 1999, Shower.

## Personajes
- Antonio Albanese como Luca Salta[5][6][7][8][9][10][11]
- Woody Allen como Jerry, esposo de Phyllis y padre de Hayley.
- Fabio Armiliato como Giancarlo, padre de Michelángelo.
- Roberto Benigni como Leopoldo, un personaje famoso.
- Penélope Cruz como Anna, una prostituta.
- Alec Baldwin como John, un célebre arquitecto conocido de Jack.
- Judy Davis como Phyllis, esposa de Jerry y madre de Hayley.
- Jesse Eisenberg como Jack, novio de Sally.
- Greta Gerwig como Sally, la mejor amiga de Mónica y novia de Jack.
- Elliot Page (acreditado como Ellen Page) como Mónica, la mejor amiga de Sally.
- Alessandro Tiberi como Antonio, el esposo de Milly.
- Alessandra Mastronardi como Milly, la esposa de Antonio.
- Simona Caparrini como Giovanna, la tía de Antonio.
- Ornella Muti como Pia Fusari, una actriz.
- Flavio Parenti como Michelangelo, el novio de Hayley.
- Alison Pill como Hayley, la novia de Michelangelo.
- Riccardo Scamarcio como el ladrón del hotel.
- Lino Guanciale como Leonardo.
- Marta Zoffoli como Marisa Raguso, una periodista que entrevista a Leopoldo.

## Estreno
La película fue estrenada mundialmente en cines de Italia el 20 de abril de 2012. Alcanzó un notable éxito comercial en todo el mundo, con una recaudación de más de 72 millones de dólares, siendo la cuarta película de Allen de mayor taquilla.

## Producción
La idea de producir To Rome with Love se origina en una oferta de un grupo de distribuidores cinematográficos de Roma, ellos ofrecen financiarle a Allen una película, con la condición que estuviera ambientada en Roma, lo cual aceptó motivado por su deseo de trabajar en Roma y por ser "una oportunidad de obtener dinero para trabajar en forma rápida y de una sola fuente". Las cuatro historias de la película se basan en ideas y notas que Allen había escrito el año previo. Las historias tratan sobre el tema de "fama y realización", si bien Allen indicó que no tenía por intención que las mismas tuvieran alguna conexión entre sí. Inicialmente había titulado a la película Bop Decameron, en referencia al libro del siglo XIV del escritor italiano Giovanni Boccaccio, pero varias personas, incluidos italianos, no entendían la referencia, por lo que le modificó el título a Nero Fiddles. El nuevo título todavía causaba confusión, por lo que finalmente lo cambió a To Rome with Love, si bien Allen ha expresado que odia ese título.